# Khủng hoảng tài chính châu Á 1997

Các quốc gia ảnh hưởng bởi cuộc khủng hoảng tài chính châu Á năm 1997

Khủng hoảng tài chính châu Á là cuộc khủng hoảng tài chính bắt đầu từ tháng 7 năm 1997 ở Thái Lan rồi ảnh hưởng đến các thị trường chứng khoán, trung tâm tiền tệ lớn, và giá cả của những tài sản khác ở vài nước châu Á, nhiều quốc gia trong đó được coi như là "những con Hổ Đông Á". Cuộc khủng hoảng này còn thường được gọi là Khủng hoảng tiền tệ châu Á.
Indonesia, Hàn Quốc và Thái Lan là những nước bị ảnh hưởng mạnh nhất bởi cuộc khủng hoảng này. Hồng Kông, Malaysia, Lào, Philippines cũng bị ảnh hưởng trầm trọng bởi sự sụt giá bất thình lình. Còn Đại lục Trung Hoa, Đài Loan, Singapore và Việt Nam cũng bị ảnh hưởng nhưng không quá lớn. Nhật Bản cũng không bị ảnh hưởng nhiều bởi sự khủng hoảng, song nền kinh tế Nhật phải vượt qua những khó khăn kinh tế dài hạn của chính bản thân mình.
Mặc dù được gọi là cơn khủng hoảng "Đông Á" bởi vì nó bắt nguồn từ Đông Á, nhưng ảnh hưởng của nó lại lan truyền toàn cầu và gây nên sự khủng hoảng tài chính trên toàn cầu, với những tác động lớn lan rộng đến cả các nước như Nga, Brasil và Hoa Kỳ.

## Nguyên nhân

### Nền tảng kinh tế vĩ mô yếu kém
Thái Lan và một số nước Đông Nam Á đã cố gắng thực hiện cái mà các nhà kinh tế gọi là Bộ ba chính sách không thể đồng thời. Họ vừa cố định giá trị đồng tiền của mình vào Dollar Mỹ, vừa cho phép tự do lưu chuyển vốn (tự do hóa tài khoản vốn). Kinh tế Đông Nam Á tăng trưởng nhanh trong thập niên 1980 và nửa đầu thập niên 1990 đã tạo ra sức ép tăng giá nội tệ. Để bảo vệ tỷ giá cố định, các ngân hàng trung ương Đông Nam Á đã thực hiện chính sách tiền tệ nới lỏng. Kết quả là cung tiền tăng gây ra sức ép lạm phát. Chính sách vô hiệu hóa (sterilization policy) đã được áp dụng để chống lạm phát vô hình trung đẩy mạnh các dòng vốn chảy vào nền kinh tế.
Vào giữa thập niên 1990, Hàn Quốc có nền tảng kinh tế vĩ mô tương đối tốt ngoại trừ việc đồng Won Hàn Quốc không ngừng lên giá với Dollar Mỹ trong thời kỳ từ sau năm 1987. Điều này làm cho tài khoản vãng lai của Hàn Quốc suy yếu vì giá hàng xuất khẩu của Hàn Quốc trên thị trường hàng hóa quốc tế tăng. Trong hoàn cảnh đó, Hàn Quốc lại theo đuổi một chế độ tỷ giá hối đoái neo lỏng lẻo và chính sách tự do hóa tài khoản vốn. Vì thế, thâm hụt tài khoản vãng lai được bù đắp lại bằng việc các ngân hàng của nước này đi vay nước ngoài mà phần lớn là vay nợ ngắn hạn và nợ không tự bảo hiểm rủi ro.
Năm 1994, nhà kinh tế Paul Krugman của trường đại học Princeton, (lúc đó còn ở MIT), cho đăng bài báo tấn công ý tưởng về "thần kỳ kinh tế Đông Á". Ông ta cho rằng: Sự tăng trưởng kinh tế của Đông Á, trong quá khứ, là do kết quả của đầu tư theo hình thức tư bản, dẫn tới sự tăng năng suất lao động. Trong khi đó, năng suất tổng nhân tố lại chỉ được nâng lên ở một mức độ rất nhỏ, hoặc hầu như giữ nguyên. Krugman cho rằng việc chỉ tăng trưởng năng suất tổng nhân tố không thôi, mà không cần đầu tư vốn, đã có thể mang lại sự thịnh vượng dài hạn. Krugman có thể được nhiều người coi như một nhà tiên tri sau khi khủng hoảng tài chính lan rộng, tuy nhiên chính ông ta cũng đã từng phát biểu rằng ông ta không dự đoán cơn khủng hoảng hoặc nhìn trước được chiều sâu của nó.

### Các dòng vốn nước ngoài kéo vào
Chính sách tiền tệ nới lỏng và việc tự do hóa tài chính ở Mỹ, châu Âu và Nhật Bản cuối thập niên 1980 đã khiến cho tính thanh khoản toàn cầu trở nền cao quá mức. Các nhà đầu tư ở các trung tâm tiền tệ nói trên của thế giới tìm cách thay đổi danh mục tài sản của mình bằng cách chuyển vốn đầu tư ra nước ngoài. Trong khi đó, các nước châu Á lại thực hiện chính sách tự do hóa tài khoản vốn. Lãi suất ở các nước châu Á cao hơn ở các nước phát triển. Chính vì thế, các dòng vốn quốc tế đã ồ ạt chảy vào các nước châu Á.
Ngoài ra, những xúc tiến đầu tư của chính phủ và những bảo hộ ngầm của chính phủ cho các thể chế tài chính cũng góp phần làm các công ty ở châu Á bất chấp mạo hiểm để đi vay ngân hàng trong khi các ngân hàng bắt chấp mạo hiểm để đi vay nước ngoài mà phần lớn là vay nợ ngắn hạn và nợ không tự bảo hiểm rủi ro. (Hiện tượng thông tin phi đối xứng dẫn tới lựa chọn nghịch và rủi ro đạo đức.)

### Tấn công đầu cơ và rút vốn đồng loạt
Nguyên nhân trực tiếp của khủng hoảng tài chính Đông Á năm 1997 là những cuộc tấn công đầu cơ và việc rút vốn đồng loạt khỏi các nước châu Á.
Những nguyên nhân sâu xa nói trên rồi cũng bộc lộ. Thị trường bất động sản của Thái Lan đã vỡ. Một số thể chế tài chính bị phá sản. Người ta không còn tin rằng chính phủ đủ khả năng giữ nổi tỷ giá hối đoái cố định. Khi phát hiện thấy những điểm yếu chết người trong nền kinh tế của các nước châu Á, một số thể chế đầu cơ vĩ mô đã tiến hành tấn công tiền tệ châu Á. Các nhà đầu tư nước ngoài đồng loạt rút vốn ra.
Một nguyên nhân trực tiếp nữa của khủng hoảng là năng lục xử lý khủng hoảng yếu kém. Nhiều nhà kinh tế cho rằng khi mới bị tấn công tiền tệ, đáng lẽ các nước châu Á phải lập tức thả nổi đồng tiền của mình chứ không nên cố sức bảo vệ tỷ giá để đến nối cạn kiệt cả dự trữ ngoại hối nhà nước mà lại càng làm cho tấn công đầu cơ thêm kéo dài.
Ngoại trưởng 9 nước ASEAN (khi đó chưa có Campuchia) lúc đó tin rằng, việc liên kết các hệ thống tiền tệ chặt chẽ là một nỗ lực thận trọng nhằm củng cố vững chắc các nền kinh tế ASEAN. Hội nghị Ngoại trưởng ASEAN lần thứ 30 diễn ra tại Subang Jaya, Malaysia đã thông quan một Tuyên bố chung vào ngày 25 tháng 7 năm 1997 nêu rõ mối quan ngại sâu sắc và kêu goi các nước ASEAN cần hợp tác chặt chẽ hơn nhằm bảo vệ và tăng cường lợi ích của ASEAN trong giai đoạn này. Ngẫu nhiên là trong cùng ngày này, các Ngân hàng Trung ương của hầu hết các nước chịu tác động của khủng hoảng đã gặp nhau tại Thượng Hải trong Hội nghị cấp cao Đông Á Thái Bình Dương EMEAP, và thất bại trong việc đưa ra một biện pháp Dàn xếp cho vay mới. Trước đó một năm, Bộ trưởng Tài chính của các nước này cũng đã tham dự Hội nghị Bộ trưởng Tài chính APEC lần thứ 3 tại Kyoto, Nhật Bản vào ngày 17 tháng 3 năm 1996, và theo như Tuyên bố chung, các bên đã không thể nhân đôi được Quỹ tài chính phục vụ cho Hiệp định chung về cho vay và Cơ chế Tài chính trong tình trạng khẩn cấp. Vì vậy, cuộc khủng hoảng có thể xem như một thất bại trong việc xây dựng năng lực phù hợp kịp thời, thất bại trong việc ngăn chặn sự lôi kéo tiền tệ.
Một số nhà kinh tế lại chỉ trích chính sách tài chính thắt chặt của IMF được áp dụng ở các nước xảy ra khủng hoảng càng làm cho khủng hoảng thêm trầm trọng.

## Diễn biến

### Thái Lan
Từ năm 1985 đến năm 1995, kinh tế Thái Lan tăng trưởng với tốc độ bình quân hàng năm là 9%. Cuối năm 1996, báo cáo Triển vọng Kinh tế Thế giới của IMF đã cảnh báo nền kinh tế Thái Lan tăng trưởng quá nóng và bong bóng kinh tế có thể không giữ được lâu. Cuối năm 1996, thị trường chứng khoán Thái Lan bắt đầu có sự điều chỉnh. Cả mức vốn hóa thị trường vốn lẫn chỉ số thị trường chứng khoán đều giảm đi.
Ngày 14 tháng 5 và ngày 15 tháng 5 năm 1997, đồng baht Thái bị tấn công đầu cơ quy mô lớn. Ngày 30 tháng 6, thủ tướng Thái Lan Chavalit Yongchaiyudh tuyên bố sẽ không phá giá baht, song rốt cục lại thả nổi baht vào ngày 2 tháng 7. Baht ngay lập tức mất giá gần 50%. Vào tháng 1 năm 1998, nó đã xuống đến mức 56 baht mới đổi được 1 dollar Mỹ. Chỉ số thị trường chứng khoán Thái Lan đã tụt từ mức 1.280 cuối năm 1995 xuống còn 372 cuối năm 1997. Đồng thời, mức vốn hóa thị trường vốn giảm từ 141,5 tỷ USD xuống còn 23,5 tỷ USD. Finance One, công ty tài chính lớn nhất của Thái Lan bị phá sản. Ngày 11 tháng 8, IMF tuyên bố sẽ cung cấp một gói cứu trợ trị giá 16 tỷ dollar Mỹ cho Thái Lan. Ngày 20 tháng 8, IMF thông qua một gói cứu trợ nữa trị giá 3,9 tỷ dollar.

### Philippines
Sau khi khủng hoảng bùng phát ở Thái Lan, ngày 3 tháng 7 ngân hàng trung ương Philippines đã cố gắng can thiệp vào thị trường ngoại hối để bảo vệ đồng peso bằng cách nâng lãi suất ngắn hạn (lãi suất cho vay qua đêm) từ 15% lên 24%. Đồng peso vẫn mất giá nghiêm trọng, từ 26 peso ăn một dollar xuống còn 38 vào năm 2000 và còn 40 vào cuối khủng hoảng.
Khủng hoảng tài chính nghiêm trọng thêm do khủng hoảng chính trị liên quan tới các vụ bê bối của tổng thống Joseph Estrada. Do khủng hoảng chính trị, vào năm 2001, Chỉ số Tổng hợp PSE của thị trường chứng khoán Philippines giảm xuống còn khoảng 1000 điểm từ mức cao khoảng 3000 điểm hồi năm 1997. Nó kéo theo việc đồng peso thêm mất giá.
Giá trị của đồng peso chỉ được phục hồi từ khi Gloria Macapagal-Arroyo lên làm tổng thống.

### Hồng Kông
Tháng 10 năm 1997, Dollar Hồng Kông bị tấn công đầu cơ. Đồng tiền này vốn được neo vào Dollar Mỹ với tỷ giá 7,8 HKD/USD. Tuy nhiên, tỷ lệ lạm phát ở Hồng Kông lại cao hơn ở Mỹ. Đây là cơ sở để cho giới đầu cơ tấn công. Nhờ có dự trữ ngoại tệ hùng hậu lên tới 80 tỷ USD vào thời điểm đó tương đương 700% lượng cung tiền M1 hay 45% lượng cung tiền M3, nên Cơ quan Tiền tệ Hồng Kông đã dám chi hơn 1 tỷ USD để bảo vệ đồng tiền của mình. Các thị trường chứng khoán ngày càng trở nên dễ đổ vỡ. Từ ngày 20 tháng 10 đến 23 tháng 10, Chỉ số Hang Seng đã giảm 23%. Ngày 15 tháng 8 năm 1998, Hồng Kông nâng lãi suất cho vay qua đêm từ 8% lên thành 23% và ngay lập tức nâng vọt lên 500%. Đồng thời, Cơ quan Tiền tệ Hồng Kông bắt đầu mua vào các loại cổ phiếu thành phần của Chỉ số Hang Seng để giảm áp lực giảm giá cổ phiếu. Cơ quan này và ông Donald Tsang, lúc đó là Bộ trưởng Tài chính và sau này làm Trưởng Đặc khu hành chính Hồng Kông, đã công khai tuyên chiến với giới đầu cơ. Chính quyền đã mua vào khoảng 120 tỷ Dollar Hồng Kông (tương đương 15 tỷ Dollar Mỹ) các loại chứng khoán. Sau này, vào năm 2001, chính quyền đã bán ra số chứng khoán này và thu lời khoảng 30 tỷ Dollar Hồng Kông (khoảng 4 tỷ Dollar Mỹ).
Các hoạt động đầu cơ nhằm vào Dollar Hồng Kông và thị trường chứng khoán của đặc khu này đã ngừng lại vào tháng 9 năm 1998 chủ yếu do các nhà đầu cơ bị thiệt hại bởi chính sách điều tiết dòng vốn nước ngoài của chính phủ Malaysia và bởi sự sụp đổ của thị trường trái phiếu và tiền tệ ở Nga.
Tỷ giá neo giữa Dollar Hồng Kông và Dollar Mỹ vẫn được bảo toàn ở mức 7,8:1.

### Hàn Quốc
Vào thời điểm khủng hoảng bùng phát ở Thái Lan, Hàn Quốc có một gánh nặng nợ nước ngoài khổng lồ. Các công ty nợ ngân hàng trong nước, còn ngân hàng trong nước lại nợ ngân hàng nước ngoài. Một vài vụ vỡ nợ đã xảy ra. Khi thị trường châu Á bị khủng hoảng, tháng 11 các nhà đầu tư bắt đầu bán ra chứng khoán của Hàn Quốc ở quy mô lớn. Ngày 28 tháng 11 năm 1997, tổ chức đánh giá tín dụng Moody đã hạ thứ hạng của Hàn Quốc từ A1 xuống A3, sau đó vào ngày 11 tháng 12 lại hạ tiếp xuống B2. Điều này góp phần làm cho giá chứng khoán của Hàn Quốc thêm giảm giá. Riêng trong ngày 7 tháng 11, thị trường chứng khoán Seoul tụt 4%. Ngày 24 tháng 11 lại tụt 7,2% do tâm lý lo sợ IMF sẽ đòi Hàn Quốc phải áp dụng các chính sách khắc khổ.
Trong khi đó, đồng Won giảm giá xuống còn khoảng 1700 KRW/USD từ mức 1000 KRW/USD.

### Malaysia
Ngay sau khi Thái Lan thả nổi đồng Baht (ngày 2 tháng 7 năm 1997), đồng Ringgit của Malaysia và thị trường chứng khoán Kuala Lumpur lập tức bị sức ép giảm giá mạnh. Ringgit đã giảm từ mức 3,75 Ringgit/Dollar Mỹ xuống còn 4,20 Ringgit/Dollar. Phần lớn sức ép giảm giá đối với Ringgit là từ việc buôn bán đồng tiền này trên thị trường tiền ở nước ngoài. Những người tham gia thị trường tiền duy trì tài khoản bằng đồng Ringgit ở trạng thái bán ra nhiều hơn mua vào với dự tính về sử giảm giá của đồng Ringgit trong tương lai. Kết quả là lãi suất trong nước của Malaysia giảm xuống khuyến khích dòng vốn chảy ra nước ngoài. Lượng vốn chảy ra đạt tới mức 24,6 tỷ Ringgit vào quý hai và quý ba năm 1997.

### Indonesia
Tháng 7, khi Thái Lan thả nổi đồng Baht, cơ quan hữu trách tiền tệ của Indonesia đã nới rộng biên độ dao động của tỷ giá hối đoái giữa Rupiah và Dollar Mỹ từ 8% lên 12%. Tháng 8, đồng Rupiah bị giới đầu cơ tấn công và đến ngày 14 thì chế độ tỷ giá hối đoái thả nổi có quản lý được thay thế bằng chế độ thả nổi hoàn toàn. Đồng Rupiah liên tục mất giá. IMF đã thu xếp một gói viện trợ tài chính khẩn cấp cho Indonesia lên tới 23 tỷ Dollar, nhưng Rupiah tiếp tục mất giá do đồng Rupiah bị bán ra ồ ạt và lượng cầu Dollar Mỹ ở Indonesia tăng vọt. Tháng 9, cả giá Rupiah lẫn chỉ số thị trường chứng khoán đều giảm xuống mức thấp lịch sử.
Rupiah mất giá làm suy yếu bảng cân đối tài sản của các công ty Indonesia, đặc biệt là làm cho món nợ ngân hàng nước ngoài của các công ty tăng lên. Trước tình hình đó, nhiều công ty đẩy mạnh mua Dollar vào (có nghĩa là bán Rupiah ra) khiến cho nội tệ thêm mất giá và tỷ lệ lạm phát tăng vọt.
Lạm phát tăng tốc cùng với chính sách tài chính khắc khổ theo yêu cầu của IMF khiến chính phủ phải bỏ trợ giá lương thực và xăng đã khiến giá hai mặt hàng này tăng lên. Tình trạng bạo động để tranh giành mua hàng đã bùng phát. Riêng ở Jakarta đã có tới 500 người bị chết do bạo động. Khủng hoảng kinh tế và khủng hoảng xã hội đã dẫn tới khủng hoảng chính trị. Giữa năm 1998, Suharto buộc phải từ chức tổng thống.
Trước khủng hoảng, tỷ giá hối đoái giữa Rupiah và Dollar vào khoảng 2000: 1. Nhưng trong thời kỳ khủng hoảng, tỷ giá đã giảm xuống mức 18.000: 1.
Do thay đổi tỷ giá hối đoái và do nhiều nhân tố khác, GDP theo Dollar Mỹ của Indonesia đã giảm đi.

## Hậu quả
Khủng hoảng đã gây ra những ảnh hưởng vĩ mô nghiêm trọng, bao gồm mất giá tiền tệ, sụp đổ thị trường chứng khoán, giảm giá tài sản ở một số nước châu Á. Nhiều doanh nghiệp bị phá sản, dẫn đến hàng triệu người bị đẩy xuống dưới ngưỡng nghèo trong các năm 1997-1998. Những nước bị ảnh hưởng nặng nề nhất là Indonesia, Hàn Quốc và Thái Lan.
Khủng hoảng kinh tế còn dẫn tới mất ổn định chính trị với sự ra đi của Suharto ở Indonesia và Chavalit Yongchaiyudh ở Thái Lan. Tâm lý chống phương Tây gia tăng cùng với sự phê phán gay gắt nhằm vào George Soros và Quỹ Tiền tệ Quốc tế. Các phong trào Hồi giáo và ly khai phát triển mạnh ở Indonesia khi chính quyền trung ương của nước này suy yếu.
Một ảnh hưởng lâu dài và nghiêm trọng, đó là GDP và GNP bình quân đầu người tính bằng Dollar Mỹ theo sức mua tương đương giảm đi. Nội tệ mất giá là nguyên nhân trực tiếp của hiện tượng này. Cuốn CIA World Fact Book cho biết thu nhập bình quân đầu người của Thái Lan đã giảm từ mức 8.800 USD năm 1997 xuống còn 8.300 USD vào năm 2005, của Indonesia giảm từ 4.600 USD xuống 3.700 USD, của Malaysia giảm từ 11.100 USD xuống 10.400 USD.
Cuộc khủng hoảng không chỉ lây lan ở khu vực Đông Á mà nó góp phần dẫn tới khủng hoảng tài chính Nga và khủng hoảng tài chính Brasil. Một số nước không bị khủng hoảng, nhưng kinh tế cũng chịu ảnh hưởng xấu do xuất khẩu giảm và do FDI vào giảm.

## Ý nghĩa
Khủng hoảng tài chính Đông Á làm người ta nhận thức rõ hơn sự cần thiết phải có một hệ thống tài chính - ngân hàng vững mạnh, minh bạch. Điều này thôi thúc Quỹ Tiền tệ Quốc tế và Ngân hàng Thanh toán Quốc tế đổi mới các quy chế về ngân hàng và các tổ chức tín dụng nói chung.
Chính phủ nhiều nước đang phát triển cho rằng các dòng vốn đầu tư gián tiếp nước ngoài và vốn vay ngân hàng nước ngoài có thể đem lại những tác động bất lợi với nền kinh tế của họ. Do đó, nhiều chính phủ đã ban hành những quy chế nhằm điều tiết các dòng vốn này.
Bên cạnh đó, những thỏa thuận ở cấp khu vực nhằm phát triển một hệ thống phòng ngừa khủng hoảng tái diễn đã được thúc đẩy ở châu Á, ví dụ như Sáng kiến Chiang Mai, Tiến trình Đánh giá và Đối thoại Kinh tế ASEAN+3, Sáng kiến Thị trường Trái phiếu châu Á,...
Về mặt học thuật, các nhà nghiên cứu kinh tế đã nhận thấy sự hạn chế của các mô hình lý luận về khủng hoảng tiền tệ trước đây trong việc giải thích nguồn gốc và sự lây lan của khủng hoảng tài chính Đông Á. Đã có nhiều nỗ lực nhằm đưa ra một mô hình mới về khủng hoảng tiền tệ, chẳng hạn như mô hình phương pháp tiếp cận bảng cân đối tài sản, lý thuyết bong bóng, lý thuyết về nguồn gốc khủng hoảng từ chính sách tài chính và chính sách tiền tệ ,...

## Các biện pháp khôi phục kinh tế sau khủng hoảng
Để khôi phục nền kinh tế và ngăn ngừa khủng hoảng tái diễn, các nền kinh tế Đông Á bị ảnh hưởng nặng đều tiến hành các cải cách cơ cấu mạnh mẽ, gồm: cải tổ cách thức quản lý trong khu vực doanh nghiệp, cải cách tài chính, đẩy mạnh hội nhập quốc tế, đổi mới phương pháp quản lý kinh tế vĩ mô, và đổi mới cả phương thức tăng trưởng kinh tế.

### Đổi mới phương pháp quản lý kinh tế vĩ mô
Hàn Quốc, Thái Lan và Indonesia đã và đang thực thi một chế độ tỷ giá hối đoái linh hoạt và cơ chế ổn định giá cả. Cụ thể, các nước từ bỏ chế độ tỷ giá hối đoái neo và hướng tới chế độ mục tiêu lạm phát. Đồng thời, các nước nỗ lực gia tăng lượng dữ trự ngoại hối nhà nước của mình. Từ 1997 đến 2005, năm nước bị ảnh hưởng nặng nhất của khủng hoảng đã tăng lượng dự trữ ngoại hối của mình lên bốn lần, đạt 378 tỷ USD.

### Cải cách khu vực tài chính
Các nước Đông Á đã thực thi các biện pháp, chính sách sau để cải cách khu vực tài chính: (1) Xóa và giảm nợ xấu, tái vốn hóa các thể chế tài chính; (2) Đóng cửa các thể chế tài chính đổ vỡ, (3) Tăng cường giám sát và áp dụng các tiêu chuẩn quản trị, kế toán mới đối với các tổ chức tín dụng và tài chính khác; (4) Đẩy mạnh chuyên môn hóa các thể chế tài chính; (5) Tăng cường giám sát và điều tiết các tổ chức tín dụng đồng thời với nâng cao kỷ luật thị trường. Yellen (2007) cho thấy các ngân hàng của Hàn Quốc đã áp dụng phương thức quản trị hiện đại của phương Tây và đã giảm được tỷ lệ sở hữu gia đình tại các ngân hàng, tăng cường lợi ích cho các giám đốc bằng cách cho họ quyền chọn mua cổ phiếu, v.v... Còn các ngân hàng Malaysia đã thay đổi tập quán cho vay của mình. Giờ đây, họ cho các xí nghiệp nhỏ và vừa vay nhiều hơn.

### Cải tổ cách thức quản lý của khu vực xí nghiệp
Các nước Hàn Quốc, Thái Lan và Indonesia đã hoàn thiện các thủ tục về phá sản, nỗ lực tái cơ cấu nợ của các xí nghiệp, củng cố các quy định và tiêu chuẩn về cáo bạch, bảo vệ quyền lợi của các cổ đông nhỏ cũng như nâng cao quyền lực và trách nhiệm của ban giám đốc, áp dụng các tiêu chuẩn kế toán và kiểm toán theo thông lệ quốc tế, tăng cường mức vốn tự có của doanh nghiệp và tạo thuận lợi cho các hoạt động mua lại và sáp nhập kể cả với doanh nghiệp trong nước cũng như với doanh nghiệp nước ngoài.

### Cải cách các thị trường
Các nước Đông Á đã và đang phát triển thị trường trái phiếu định danh bằng nội tệ của mình. Đồng thời, cải cách thị trường lao động đã cho phép các xí nghiệp tuyển dụng và sa thải lao động dễ dàng hơn, giúp xí nghiệp của các nước Đông Á trở nên linh hoạt hơn.